# Ismantorp (naturreservat)
Ismantorp är ett naturreservat i Långlöts socken i Borgholms kommun på Öland, Kalmar län.
Området är naturskyddat sedan 2003 och är 84 hektar stort. Reservatet består av blandädellövskog, rikkärr och fuktängar.